# Elektrokemijska polarizacija
Elektrokemijska polarizacija ili elektrolitska polarizacija je pojava električnoga napona suprotnoga naponu galvanskoga članka ili narinutomu naponu pri elektrolizi, zbog čega napon na stezaljkama članka opada ili sasvim nestaje, a provođenje elektrolize zahtijeva uspostavljanje napona na stezaljkama barem jednakoga protunaponu polarizacije. Polarizacija može nastati zbog izlučivanja neke tvari na elektrodi, na primjer vodika na katodi Daniellova galvanskoga članka, ili pri elektrolizi vode, zbog toga što se u okolini elektroda koncentracija elektrolita povećava ili smanjuje (koncentracijska polarizacija). U oba slučaja nastaje protunapon polarizacije zbog stvaranja novoga članka, u prvom slučaju članka kojemu je razvijena kemijska tvar (na primjer vodik) jedna od elektroda, a u drugom slučaju članka u kojem se električna energija stvara pri izjednačenju različitih koncentracija elektrolita u obama elektrodnim prostorima. Sprječavanje polarizacije ili depolarizacija, ili njezino izbjegavanje, glavni je problem pri elektrolizi i pri konstrukciji galvanskih članaka.

## Objašnjenje
U posudu s razrijeđenom sumpornom kiselinom stave se dvije elektrode od ugljena i spoje se s izvorom istosmjerne struje. Na katodi će se izlučivati vodik, a na anodi kisik. Prekinemo nakon nekog vremena elektrolizu i isključimo izvor struje, a elektrode spojimo s ampermetrom. Kazaljka ampermetra će skrenuti, što je dokaz da u strujnom krugu teče električna struja. Ujedno ćemo primijetiti da je njen smjer suprotan prvobitnom smjeru struje. Naime, zbog elektrolize zabrao se na katodi vodik, a anodi kisik, pa između njih postoji razlika električnog napona koja prouzrokuje električnu struju. Ovo stvaranje polova zbog elektrolize zove se elektrolitska polarizacija.
Elektrolitska polarizacija se ne javlja kad se na anodi i katodi nalazi ista tvar, na primjer kod elektrolize otopine modre galice gdje je anoda od bakra. Kod te se naime elektrolize katoda pobakri, pa se na katodi i anodi nalazi bakar i nema elektrolitske polarizacije. Kod galvanskih članaka zbiva se također elektroliza zbog prolaza električne struje, pa se i tu javlja polarizacija koja prouzrokuje elektromotornu silu protivnog smjera i prividno povećava unutarnji električni otpor. Zbog toga elektromotorna sila članka opada, a unutarnji otpor raste. Struja teče sve dotle dok se te dvije elektromotorne sile, to jest elektromotorna sila članka i elektromotorna sila polarizacije, ne izjednače, odnosno dok cijela katoda ne prijeđe u otopinu ili dok se cijela anoda ne prevuče materijalom od kojeg je i katoda, tako da više ne postoji razlika između elektroda. 
Da bi polarizirani članak mogao dati struju, treba ukloniti vodik s polarizirane elektrode. To se može učiniti tako da se oko anode stavi neka tvar koja može vodik reducirati, na primjer kalijev klorat ili manganov dioksid. Takve tvari koje sprječavaju polarizaciju zovu se depolarizatori. Vodik se pri tom spaja s kisikom iz depolarizatora i stvara vodu koja nije čista, pa je dobar električni vodič elektriciteta. 

### Olovni akumulator
Naročito je iskorištena elektrolitska polarizacija kod akumulatora u svrhu akumuliranja električne energije. Prvi olovni akumulator načinio je 1859. Francuz Gaston Planté. On je primijetio da najveću količinu elektriciteta sadržavaju elektrode onih metala na kojima električna struja proizvodi najveće promjene, a to su baš olovne elektrode. Kad bi se mjesto olovnih elektroda uzele bakrene, onda bi promjene, prouzrokovane polarizacijom, bile sasvim neznatne jer one ne idu u dubinu metala već ostaju samo na njegovoj površini. 
Olovni akumulator sastoji se od olovnih ploča koje su uronjene u razrijeđenu sumpornu kiselinu. Pozitivna ploča je obložena surim olovnim superoksidom, a negativna je od čistog olova. Kod trošenja akumulatora ploče se prevuku olovnim sulfatom. Takav element može ponovo davati struju ako ga napunimo, to jest ako pustimo da kroza nj teče istosmjerna struja. Zbog kemijskih promjena postat će olovne ploče ponovo onakve kakve su bile prije pražnjenja akumulatora. U takvom dakle elementu možemo sakupljati (akumulirati) izvjesnu količinu elektriciteta koju kasnije možemo trošiti po potrebi. 
Kemijski proces pri punjenju i pražnjenju akumulatora možemo prikazati ovom kemijskom jednadžbom:
2 PbSO4 + 2 H2O → punjenje ← pražnjenje PbO2+ + 2 H2SO4 + Pb-
Kod pražnjenja olovnog akumulatora električni napon iznosi prosječno 1,95 V, dok je na početku 2,1 V. Pri kraju pražnjenja napon padne na 1,83 V, i u tom se slučaju pražnjenje mora obustaviti jer bi se akumulator mogao oštetiti. 
Najosnovnija akumulatorska jedinica je takozvana akumulatorska ćelija koja ima samo jednu pozitivnu i jednu negativnu ploču. No u tom slučaju bi se kemijske promjene zbivale samo s unutarnje strane pozitivne ploče, pa bi se ona savila. Da se to spriječi, stavlja se pozitivna ploča uvijek između 2 negativne. Količina elektriciteta, koju akumulator može akumulirati ovisi o površini ploča i zove se kapacitet akumulatora, a mjeri se u ampersatima. 
Akumulator se obično izrađuje tako da se uzima veći ili manji broj ploča, već prema tome kakav akumulator želimo dobiti. Sve se ploče postavljaju okomito i vežu paralelno tako da parne čine pozitivni pol, a neparne negativni pol. Da bi se dobila akumulatorska baterija, spoji se nekoliko akumulatora u seriju. Na taj se način može spojiti i preko stotinu akumulatora, pa se dobije električni napon od 220 V. Takve akumulatorske baterije upotrebljavaju se za pogon podmornica. 
Prednost je olovnog akumulatora pred običnim galvanskim člancima što se on može često puniti i prazniti, a kod pažljive upotrebe može trajati do 10 godina. Mana je olovnih akumulatora što su vrlo osjetljivi prema trešnji, što se ne smiju preopteretiti električnom strujom, ni izbiti ispod određene granice električnog napona. 

### Čelični ili Edisonov akumulator
Mnogo veću otpornost prema trešnji i jakim električnim strujama imaju čelični akumulatori koje je prvi pronašao T. A. Edison. Ti se akumulatori zovu također i alkalijski akumulatori jer imaju za elektrolit 20%-tnu otopinu kalijevog hidroksida. Pozitivna elektroda je od nikla, a negativna od čelika ili kadmija. Električni napon im je 1,25 V. Ovi akumulatori su također i manje težine od olovnih akumulatora. 
Kemijski proces kod Edisonovog akumulatora možemo prikazati ovom kemijskom jednadžbom:
2 Ni(OH)2 + Fe(OH)2 → punjenje ← pražnjenje 2 Ni(OH)3+ + Fe-
Akumulatori se upotrebljavaju za električnu rasvjetu na automobilima, vagonima, u zrakoplovstvu, za baterijske radio aparate i tako dalje.